# Фёльдеш, Андор

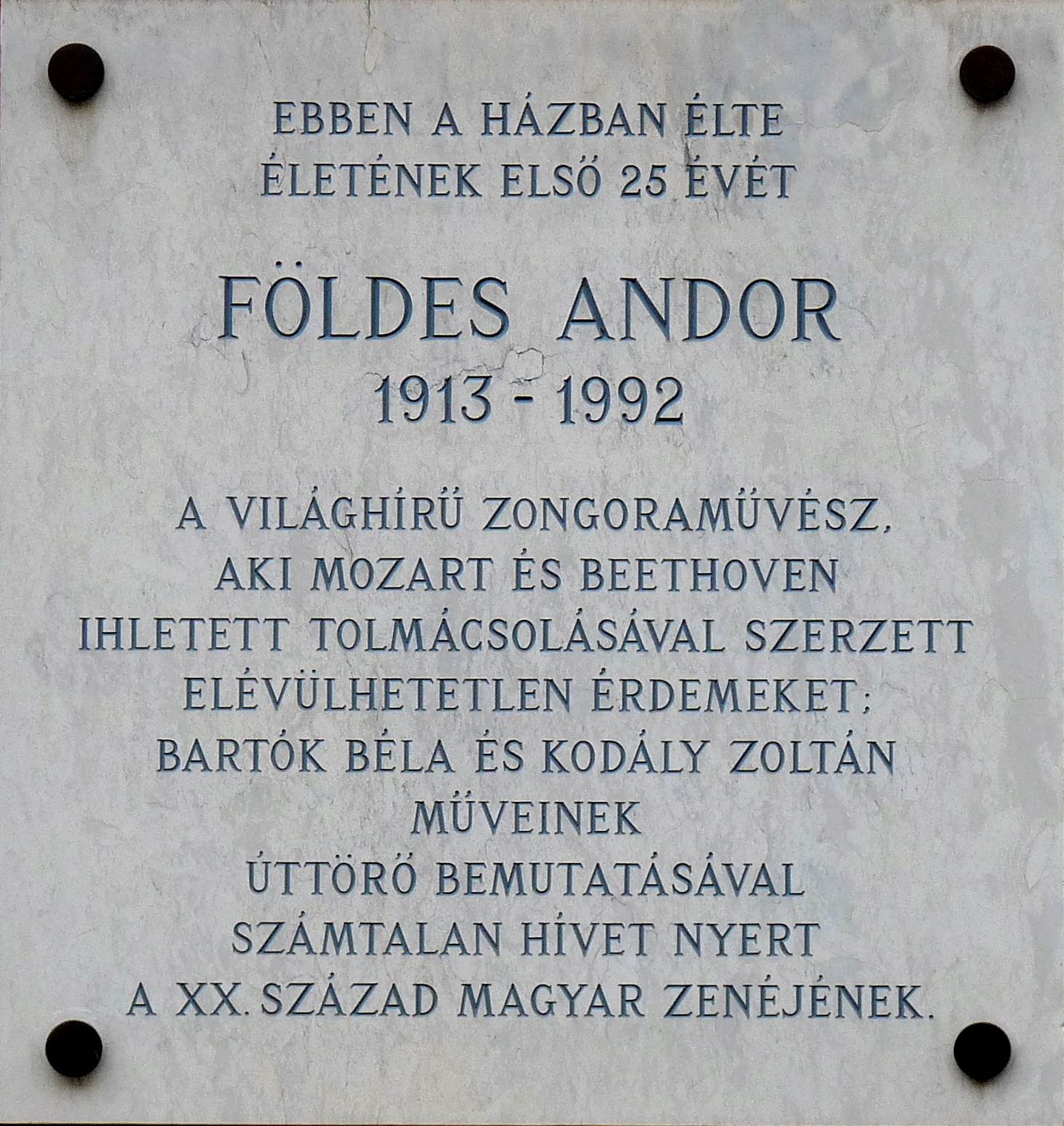
Мемориальная доска Андору Фёльдешу в Будапеште

Андор Фёльдеш или Фолдеш (венг. Földes Andor; 21 декабря 1913, Будапешт, Австро-Венгрия — 9 февраля 1992, Херлиберг кантон Цюрих, Швейцария) — американский пианист и дирижёр, музыкальный педагог еврейско-венгерского происхождения. Лауреат премии им. Ф. Листа (1933).

## Биография
Родился в еврейской семье. С детства был музыкально одарённым ребёнком. В 8-летнем возрасте обучался игре на фортепиано под руководством Т. Сатмари. В 1922 году Фёльдеш дебютировал с фортепианным концертом B-dur (К.-V. 450) Моцарта с Будапештским филармоническим оркестром. Концертный агент из Соединенных Штатов предложил родителям мальчика контракт, согласно которому молодой пианист даст 30 концертов в США и получит плату в 100 долларов за вечер. Родители отклонили предложение. Вместо этого их сына освободили от обязательного посещения школы. Это позволило ему полностью сосредоточиться на музыке и технике игры на пианино.
В 1932 году Фёльдеш окончил Музыкальную академию им. Ф. Листа в Будапеште под руководством Э. Донаньи, занимался там же по классу дирижирования у Э. Унгера и Л. Вайнера (композиция).
В 1929—1945 годах дружил и встречался с Б. Бартоком, фортепианные сочинения которого разучивал под его руководством. В 1933 году совершил концертное турне по Европе. Выступал в Австрии, Швеции, Франции, Германии, Италии, Швейцарии, Польше, Югославии, Бельгии, Голландии и Испании, затем в Париже, Лондоне и Амстердаме, скандинавских странах.
После начала Второй мировой войны эмигрировал в США. В 1940—1948 годах жил в Нью-Йорке (в 1948 принял американское подданство). После окончания войны возобновил гастроли по европейским странам. С 1953 года последовал цикл концертов по Южной Америке и Южной Африке, затем Австралии и Японии.
Фёльдеш — первый исполнитель концерта No 2 для фортепиано с оркестром Бартока (1947).
В 1948 году вернулся в Европу. С 1954 г. жил в Бад-Хомбурге, затем в Херлиберге, близ Цюриха. В 1958—1965 годах вёл специальный класс игры на фортепиано в Высшей музыкальной школе в Саарбрюккене. Гастролировал за границей.
Прославился, как интерпретатор произведений Б. Бартока и Л. Бетховена. С 1960 года выступает также как дирижёр.
Умер от травм, полученных при падении в собственном доме.

## Награды
- Командор Ордена «За заслуги перед Федеративной Республикой Германия»